# 聖ミカエル国際学校
聖ミカエル国際学校（せいミカエルこくさいがっこう、英: St. Michael's International School）は、兵庫県神戸市にあるキリスト教系のインターナショナル・スクール。1946年設立。「関西エリア唯一の英国系インターナショナル・スクール」と紹介されている。

## 沿革
1946年3月10日、英国国教会の宣教師レオノア・レアと神戸聖ミカエル教区のマイケル・ヤシロ主教により外国人学校として設立される。

## カリキュラム
日本で唯一IPCの認定を受けている。

## 英語学校
授業の行われていない放課後や土曜日の教室を利用して英語教室を開いており、幼児、小学生、中学生や大人などを対象に英語教育を行なっている。
特に4歳から12歳までの子供向けには土曜スクールを開催しており、初年度は16名で始まったが7年後には140名が通うようになった。